# Reserva comunal El Sira
La reserva comunal El Sira (RCES) es un área natural protegida, con una extensión de 616 413,41 ha. ubicada en la zona centro oriental del Perú, abarcando territorios de los departamentos de Ucayali, Huánuco y Pasco. Fue creada el 23 de junio de 2001 a través del Decreto Supremo N° 037-2001-AG bajo el objetivo central de la conservación de la diversidad biológica en beneficio de las comunidades nativas asháninka, ashéninka, yánesha y shipibo-conibo. 
Dentro de su geografía se extiende la cordillera de El Sira y sus principales cuencas son los ríos Ucayali, Pachitea y Pichis, teniendo un rango altitudinal que va desde los 130 m s. n. m. hasta los 2250 m s. n. m. Dada su ubicación y factores, la reserva está cubierta de extensos bosques tropicales con condición de bosque primario.
En el 2010 la UNESCO reconoce a la Reserva comunal El Sira como Zona de amortiguamiento de la Reserva de Biósfera Oxapampa-Asháninka-Yánesha.

## Ubicación geográfica
La Reserva comunal El Sira se encuentra ubicada en la zona centro-oriental del Perú, forma parte de la Cordillera Oriental de los Andes, dentro de la faja subandina; entre las latitudes 09° 03´ y 10° 22´ y longitudes 74° 05´ y 74° 48´. La RCS presenta una gradiente altitudinal que va desde los 130 m s. n. m. Hasta los 2250 m s. n. m. (CN IGN Datum WGS 84) y se encuentra influenciada por las cuencas de los ríos Ucayali, Pachitea y Pichis.

## Clima
La temperatura promedio anual es de 25,5 °C. Las temperaturas promedio mensuales fluctúan entre24,6 °C y 25,8 °C. Las temperaturas más bajas se presentan en el tercer trimestre del año y las más altas en el último trimestre. Las temperaturas extremas fluctúan entre los 15 °C (la más baja) y 33 °C (la más alta), siendo 15 °C la oscilación promedio entre temperaturas extremas máximas y mínimas.
Las partes bajas a menos de 1000 m s. n. m. son cálidas y lluviosas. Las partes altas que superan los 1000 m s. n. m. presentan un clima que varía de semiseco a muy húmedo. El último y el primer trimestre de cada año son los que presentan mayor precipitación. La época más seca corresponde al segundo y tercer trimestre alcanzando los 107 mm de precipitación en el mes de agosto. En el flanco oeste de la cordillera existen fenómenos que favorecen una mayor condensación de los cuerpos nubosos a diferencia del lado este (cuenca del Ucayali). Los valores registrados para Puerto Bermúdez indican un total anual de 3312,9 mm, a diferencia de los valores registrados para Pucallpa y Atalaya, que no superan registros de 2500 mm anuales. En el sur de la RCS el paisaje conocido como el Gran Pajonal es menos caluroso y húmedo con valores de temperatura promedio de 18.5 °C.

## Hidrografía e hidrología
La RCS está ubicada principalmente en los sectores alto o medio de los afluentes de las cuencas de los ríos Ucayali (de la margen izquierda), Pachitea y Pichis (de la margen derecha). La parte sur de la RCS se encuentra entre los sectores altos de los afluentes de los ríos Pichis, Ucayali y Unini. El sector este de la zona de amortiguamiento está conformado por el río Ucayali; mientras que el sector oeste está en la cuenca de los ríos Pachitea y Pichis.
El Río Ucayali, se origina en los Andes Peruanos, bordea la parte oriental de la Cordillera El Sira, con recorrido sur – norte. Se caracteriza por ser meándrico con presencia de pocos ambientes lénticos en la zona colindante con la mencionada Cordillera. Su curso de agua tiene una gran actividad migratoria lateral, proceso que origina la formación de ambientes lénticos – conocidos localmente como "tipishcas". Estos ambientes son producto de algún meandro que ha sido abandonado por el curso del río. El caudal del río Ucayali a la altura de Pucallpa es de 11 599 m3/s, y a la altura de Atalaya de 6 613 m3/s.
El Río Pachitea es afluente del río Ucayali, desemboca en la margen izquierda aguas abajo del caserío Santa Rosa. Sus aguas provienen de los Andes Peruanos. Se forma a partir de la unión de los río Pichis y Palcazu. En su recorrido bordea la parte occidental del sector norte de la Cordillera El Sira, tiene recorrido sur - norte. También es un río meándrico con presencia de escasosambientes lénticos en la zona colindante con la mencionada Cordillera. Según la ONERN en 1980 el caudal del río Pachitea en su confluencia con el río Ucayali es de 2 412 m3/s.
El Río Pichis, nace en los Andes Peruanos, bordea la parte occidental del sector centro - sur de la Cordillera El Sira con recorrido sur – norte. Es un río sinuoso con escasos ambientes lénticos en la zona colindante con la mencionada Cordillera. Al unirse con el Palcazu da origen al río Pachitea. 
La navegabilidad de estos ríos es un factor importante que los convierte en la vía de comunicación de mayor uso para la zona. Uno de los principales medios de comunicación fluvial para la RCS es el Río Ucayali. Este río es navegable desde el puerto principal de Pucallpa hasta la confluencia de los ríos Tambo y Urubamba, donde se encuentra la capital provincial de Atalaya. Los ríos Pichis y Pachitea permiten la navegación de botes con motor fuera de borda desde su confluencia hasta Puerto Bermúdez. En general, la navegabilidad mejora en épocas lluviosas.

## Flora
Se han colectado unas 190 especies entre ellas 8 amenazadas como: Cedro de altura o colorado (Cedrela odorata), caoba (Swietenia macrophylla), quinilla (Manilkara bidentata), ceiba (Ceiba pentandra), ishpingo (Amburana cearensis) y palo rosa (Aniba rosaeodora). En las partes altas la composición vegetal presenta árboles de fuste delgado y copas pequeñas, con alta presencia de epifitas: Bromelias, orquídeas, helechos, piperáceas, líquenes, sellagináceas y musgos; mientras que en la parte baja se presentan árboles más altos y vigorosos con diámetros que superan los 1.5m, en cuyas ramas se aloja una comunidad vegetal variada, compuesta de bromelias, helechos, orquídeas y anturios, entre otros. Hay 44 especies de orquídeas registradas.

## Fauna
Del total de mamíferos en la Reserva Comunal El Sira: 54 especies son de especial importancia pues tienen alguna categoría de amenaza, como: Armadillo gigante (Priodontes maximus), pacarana (Dinomys branickii), lobo de río (Pteronura brasilensis), sachavaca (Tapirus terrestris), bufeo colorado(Inia geoffrensis), manatí (Trichechus inunguis), perro de monte (Speothus venaticus), maquisapa (Ateles belzebuth), otorongo (Pantera onca) y nutria (Lontra longicaudis).
Además se han registrado 203 especies de aves, destacando los Passerinformes con 63 especies. El Sira es una de las áreas de endemismo de aves del planeta (Peruvian East Andean Foothills). Entre las especies endémicas de aves más representativas está el paujil del Sira o piurí (Pauxi unicornis koepckeae), una subespecie de pava de monte que habita únicamente en la cordillera El Sira. Igualmente, la tangará del Sira (Tangara phillipsi) y el picaflor del Sira (Paethornis koepckeae).
Además se han reportado unas 105 especies de reptiles, del orden de los anfisbénidos, saurios y especialmente serpientes. También 68 especies de anfibios, mayoritariamente sapos y ranas de la familia de los Hylidos y Leptodáctylidos. Finalmente, se han reportado 111 especies de peces óseos, siendo los más diversos los Characiformes.